# إيفا ماريون
إيفا ماريون (بالفرنسية: Eva Marion)‏ هي كاياكيرة فرنسية، ولدت في 5 مارس 1925.

## وصلات خارجية
- إيفا ماريون على موقع اللجنة الأولمبية الدولية (الإنجليزية)
- إيفا ماريون على موقع أوليمبيديا (الإنجليزية)